# Barranc de la Vinyassa
El barranc de la Vinyassa, també anomenat barranc del Bosc en el seu tram superior, és un barranc afluent del Flamisell. Discorre íntegrament pel terme de Senterada, al Pallars Jussà.
Es forma, en el tros conegut com a barranc del Bosc en el lloc conegut com les Fronteres, en els contraforts de llevant de la Capcera, a 1.223 m. alt., per la unió de dos barrancs de muntanya: el de Coma de Prats, que prové del sud-oest, i el de Comeula, del nord-oest.
El primer tram discorre en direcció a llevant, però al cap d'una mica torç cap al nord-est, i quan arriba a l'extrem meridional del serrat de Ruixol entra en la partida de la Vinyassa, moment en què passa a ser denominat barranc de la Vinyassa, ja fins al final del seu curs.
En el tram final, el seu recorregut torna a emprendre la direcció de llevant, fins que arriba sota i al sud del poble de Cérvoles. Després segueix cap al sud-est, fent amples revolts en què canvia sovint el seu traçat, fins que s'aboca en el Flamisell. En el darrer tram és conegut encara amb un altre nom: barranc de les Canals.
S'aboca en el Flamisell just al sud del Pont de Lluçà, a ponent i a sota del poble de Reguard.